# Hans Modrow
Hans Modrow (n. 27 ianuarie 1928, Jasienica⁠(d), Pomerania Occidentală, Polonia – d. 10 februarie 2023, Berlin, Germania) a fost un om politic german.
În fosta RDG a fost un politician din fruntea partidului comunist la putere, partidul Unității Socialiste din Germania SED. Între 13 noiembrie 1989 și 12 aprilie 1990 a fost președintele consiliului de miniștri al RDG, deci el a fost ultimul prim-ministru comunist al Republicii Democrate Germane.
A fost membru al Parlamentului European în perioada 1999-2004 din partea Germaniei. 